# Unione Sportiva Colligiana 1929-1930
Questa pagina raccoglie i dati riguardanti l'Unione Sportiva Colligiana nelle competizioni ufficiali della stagione 1929-1930.

## Stagione
L'Unione Sportiva Colligiana partecipa al campionato di Seconda Divisione, girone F, come aveva già fatto nella precedente stagione, organizzato dal Direttorio Divisioni Inferiori Nord. Nella corrente stagione per la nascita della Serie B, la Seconda Divisione nel passa dal terzo al quarto livello del campionato italiano di calcio.
Il campionato, disputato da 14 squadre, iniziò il 7 ottobre 1928 e la Colligiana si piazzò al decimo posto con 16 punti.

## Rosa
| N. |                   | Ruolo | Calciatore       |
| -- | ----------------- | ----- | ---------------- |
|    | Italia (bandiera) | P     | Parri Guido      |
|    | Italia (bandiera) | D     | Bruni Natale     |
|    | Italia (bandiera) | D     | Caponi           |
|    | Italia (bandiera) | D     | Dei              |
|    | Italia (bandiera) | D     | Marzini Furio    |
|    | Italia (bandiera) | D     | Ottaggio Rodolfo |
|    | Italia (bandiera) | C     | Santini Sergio   |
|    | Italia (bandiera) | C     | Rovai Vinicio    |

| N. |                   | Ruolo | Calciatore       |
| -- | ----------------- | ----- | ---------------- |
|    | Italia (bandiera) | C     | Cambi            |
|    | Italia (bandiera) | C     | Francioli Ofelio |
|    | Italia (bandiera) | C     | Taddei Fedro     |
|    | Italia (bandiera) | C     | Santini Sergio   |
|    | Italia (bandiera) | A     | Malandrini Iro   |
|    | Italia (bandiera) | A     | Peruzzi Artemio  |
|    | Italia (bandiera) | A     | Bisogni Bruno    |
|    | Italia (bandiera) | A     | Viviani Enzo     |